# El Ghicha (distrito)
El Ghicha é um distrito localizado na província de Laghouat, Argélia, e cuja capital é a cidade de mesmo nome. A população total do distrito era de 6 079 habitantes, em 2008.[carece de fontes?]

## Comunas
O distrito é composto por apenas uma única comuna:
- El Ghicha